# Kalaharigraszanger
De kalaharigraszanger (Cisticola aridulus) is een vogel uit de familie Cisticolidae. Deze vogel komt niet alleen voor in de Kalahari, maar onder andere ook in de Sahel.

## Kenmerken
De vogel is gemiddeld 10 cm lang en weegt 6 tot 13 g. De vogel lijkt sterk op de graszanger maar is bleker, met een wit tot roomkleurig "gezicht", zandkleurig van boven met donkere strepen, maar minder contrastrijk als bij de graszanger. De buik en borst zijn wit, naar de flanken toe overgaand in heel licht roodbruin.

## Verspreiding en leefgebied
Deze soort komt wijdverspreid voor in Sub-Saharisch Afrika en telt negen ondersoorten:
- C. a. aridulus: van Mauritanië en Senegal tot Soedan.
- C. a. lavendulae: Eritrea, Ethiopië, noordwestelijk Somalië en noordelijk Kenia.
- C. a. tanganyika: van Midden-Kenia tot noordelijk Tanzania.
- C. a. lobito: westelijk Angola.
- C. a. perplexus: noordelijk Zambia.
- C. a. kalahari: van Midden-Namibië en zuidelijk Botswana tot noordelijk Zuid-Afrika.
- C. a. traylori: oostelijk Angola en westelijk Zambia.
- C. a. caliginus: zuidelijk Mozambique en oostelijk Zuid-Afrika.
- C. a. eremicus:  van zuidelijk Angola en noordelijk Namibië tot Zimbabwe.

Het leefgebied bestaat uit halfwoestijnen en droge savannen met grasland dat wordt afgewisseld met kale droge stukken, ook wel verlaten graanakkers. In Oost-Afrika komt de vogel voor in hooglanden tot 1800 m boven de zeespiegel.

## Status
De grootte van de wereldpopulatie is niet gekwantificeerd; de vogel is algemeen in geschikt leefgebied. Men veronderstelt dat de soort in aantal vooruit gaat en om deze redenen staat de kalaharigraszanger als niet bedreigd op de Rode Lijst van de IUCN.